# Marwan
Mohamed Marwan (født 1980) er en dansk-palæstinensisk rapper. Han fik sit musikalske gennembrud med debatalbummet P.E.R.K.E.R. i 2007. Har blandt andet været aktiv i rapgrupperne Pimp-A-Lot og Full Impact Productions (F.I.P.).

## Baggrund og karriere
Som 10-årig kom Marwan til Danmark fra Saudi-Arabien, han er opvokset i Aarhus V.
Marwan, der tidligere var kendt under navnet SLP (Statsløs Palæstinenser) tilhører det omfattende århusianske crew Pimp-A-Lot, der tæller undergrundsrappere som Jøden og den kvindelige "Årets Rapper" vinder, Angie.
Marwan har rappet siden 2000 og medvirkede blandt andet på Pimp-A-Lot udgivelserne Uden om systemet (2001) og I er selv uden om det (2003).
Marwan udgav sit debutalbum P.E.R.K.E.R. i 2007 på Tabu Records, der blev sat i butikkerne den 1. maj. Albummet er produceret af Tabu Records, Lounge Lizzards og Marwans faste producer, Abu Malek. Marwan er også medlem i rapgruppen Full Impact Productions (F.I.P.).
Efter tre års stilhed siden albummet "Marwan", udgav Marwan singlen "Århus V Veteran" med L.O.C. den 17. februar 2017.
Marwan startede sammen med Michel Svane (Trommer/producer) og Søren Bendz (Guitar), bandet SortHandsk i 2019. De udgav albummet "SortHandsk" d.17/09/2021.
Albummet er indspillet, mixet, samt mastered af Tue Madsen ved Antfarm Studios. 
Det anmelder roste album førte til live koncerter på Spot Festival, Copenhell og SmukFest. 

## Diskografi

### Albums
| År   | Titel        | Medvirkende                                         | Pladeselskab |
| ---- | ------------ | --------------------------------------------------- | ------------ |
| 2007 | P.E.R.K.E.R. | Suspekt, U$O, L.O.C. og DR                          | Tabu Records |
| 2010 | Mennesker    | Cha D, Bai-D, Troo.l.s, Orgi-E og L.O.C.            | Tabu Records |
| 2014 | Marwan       | Jooks, Just, Troo.l.s, S!vas, L.O.C., U$O og Xander | ArtPeople    |
| 2017 | Partisaner   | Bai-D, Cha-D, L.O.C., Klamfyr, Wafande, Lord Siva   | ArtPeople    |
| 2021 | SortHandsk   | Michel Svane, Søren Bendz, Marwan, L.O.C.           |              |